# Nicola Cuccovillo
Nicola Cuccovillo (Bari, 16 giugno 1994) è un pallanuotista italiano, attaccante del  Posillipo.
Nicola Cuccovillo ha costruito una carriera di successo nel mondo della pallanuoto, specializzandosi nel ruolo di attaccante mancino. Cresciuto nella squadra locale Bari Nuoto, si è trasferito molto giovane alla Payton Bari, esordendo in Serie A2 a soli 14 anni. La svolta della sua carriera è avvenuta quando è stato ingaggiato dal Circolo Nautico Posillipo, club tra i più prestigiosi in Italia, con cui è entrato in contatto con grandi campioni e ha iniziato a maturare professionalmente. In ambito internazionale, Cuccovillo ha lasciato il segno sin dai suoi anni con le nazionali giovanili. Nel 2010 ha vinto l’oro agli Europei U17, consolidando la sua posizione come uno dei giovani talenti emergenti. Due anni dopo, ha conquistato il titolo mondiale con la nazionale U19, confermando il suo potenziale . La sua crescita lo ha portato a essere convocato dal ct Sandro Campagna nel quadriennio olimpico post “ Rio 2016” nella nazionale maggiore, il “Settebello”, dove ha debuttato il 6 dicembre 2016 in una partita di World League contro la Russia a Mosca  e nei successivi collegiali fino al 2018. Inoltre in quell’occasione, non solo ha giocato in condizioni atmosferiche estreme, con temperature sotto lo zero, ma ha anche segnato il suo primo gol con la nazionale maggiore, contribuendo a una vittoria in rimonta . Nel corso della sua carriera, Cuccovillo ha vestito le calottine di varie squadre di Serie A. Dopo l’esperienza iniziale con il Posillipo, ha giocato con Roma Vis Nova, con cui ha ottenuto la promozione in Serie A1, e successivamente con la Nuoto Catania e la RN Salerno , e Anzio Waterpolis  . Il suo ritorno al Posillipo nel 2023 è stato accolto con grande entusiasmo, soprattutto per il suo contributo come attaccante prolifico: nella stagione 2022-2023 ha segnato 47 gol, formando una coppia d’attacco temibile insieme a Tyler Abramson . Ad oggi Cuccovillo risulta essere uno dei mancini più forti del massimo campionato italiano di pallanuoto.  
A livello personale, Nicola Cuccovillo è legato sentimentalmente a Elena Di Liddo, nuotatrice di alto livello, finalista olimpica e medagliata ai Campionati Europei e Mondiali . Cuccovillo attribuisce gran parte del suo successo alla dedizione e alla disciplina, ispirato anche da grandi campioni come Valentino Gallo, suo ex compagno di squadra, che lo ha aiutato a integrarsi nel mondo della pallanuoto professionistica .
Nicola continua a puntare su una crescita costante, sia a livello individuale sia con il Posillipo, e mantiene il sogno di riconquistare un posto stabile nel “Settebello”, la nazionale italiana, con la quale ha già vissuto esperienze significative. L’obiettivo più grande per lui resta la partecipazione ai Giochi Olimpici, traguardo che tutti i pallanuotisti ambiscono a raggiungere  .